# Henry Woods
Henry Woods (Cottenham, perto de Cambridge, 18 de dezembro de 1868 — 4 de abril de 1952) foi um geólogo e paleontólogo britânico.
Foi laureado com a Medalha Lyell em 1918 e com a medalha Wollaston em 1940 	, ambas pela Sociedade Geológica de Londres.

## Obras
- "Elementary palaeontology, invertebrate" (1896)